# Edward Omane Boamah
Pour les articles homonymes, voir Boamah.
Edward Kofi Omane Boamah, né le 26 décembre 1974 et mort le 6 août 2025, est un homme politique ghanéen, ministre de la Défense (en) de février 2025 jusqu'à sa mort. Auparavant, il a été ministre des Communications (en) et porte-parole du président de la république du Ghana, et membre du Congrès national démocratique,,.

## Biographie

### Éducation
Edward Omane Boamah fréquente le lycée et petit séminaire Pope John (en), une école supérieure et petit séminaire à Koforidua, au Ghana. Il est ancien élève de la faculté de médecine de l'université du Ghana, où il a été formé en tant que médecin. Il fréquente brièvement l'école de médecine de l'université Washington de Saint-Louis aux États-Unis. En outre, il réalise un master en planification des politiques de santé et de financement de la London School of Economics et de la London School of Hygiene and Tropical Medicine. En tant qu'étudiant, il est président de l'Union nationale des étudiants ghanéens (NUGS) et secrétaire de coordination de l'Association des étudiants en médecine de la Fédération ghanéenne (FGMSA).

### Carrière politique

#### Vice-ministre de l'Environnement, de la Science et de la Technologie
De 2009 à 2012, Edward Omane Boamah est vice-ministre de l'Environnement, de la Science et de la Technologie, puis coordinateur adjoint de la campagne du Congrès national démocratique lors des élections générales de 2012. Il est également vice-président de la Commission des Nations unies pour la science et la technique au service du développement (UNCSTD),.
En tant que vice-ministre de l'Environnement, de la Science et de la Technologie, il préside les comités qui enquêtent sur le déversement de boues à base d'huile de faible toxicité (LTOBM) par Kosmos Energy (en), Energy dans le Camp de Jubilé Offshore – Cap Occidental Trois Points au Ghana et le déversement de cyanure de sodium dans un corps d'eau à Kenyase, Gold Ghana. Au cours de son mandat, le gouvernement investit dans une plantation d'arbres, au niveau national, pour traiter des questions liées au réchauffement climatique et à l'abattage excessif.

#### Vice-ministre de la Jeunesse et des Sports
Edward Omane Boamah est vice-ministre de la Jeunesse et des Sports au sein de l'administration du président John Atta Mills de 2012 à 2013,,.

#### Ministre des Communications
En février 2013, Edward Omane Boamah est nommé ministre des Communications par le président John Mahama après les élections générales ghanéennes de 2012. En décembre 2012, il est le porte-parole du président Mahama d'août 2014 à janvier 2017. Avant ces nominations, il est chargé de coordonner la participation du Ghana à la Coupe d'Afrique des nations de football 2013 (AfCON 2013),,.
En tant que ministre des Communications, il plaide pour la protection des enfants en ligne. Il réagit aux cybermenaces croissantes en créant l'Équipe nationale d'intervention en cas d'urgence informatique, et un comité national pour développer un cadre national de protection en ligne de l'enfant et de l'utilisation d'Internet. Il est membre du conseil de la Commission ghanéenne de lutte contre le sida (en) de 2014 à 2016.

### Carrière médicale
Edward Omane Boamah est membre des volontaires de l'OMS qui supervisent le Programme élargi de vaccination de 2004 dans le district d'Asuogyaman, dans la région orientale du Ghana, et également membre de l'équipe de secours médicale lors de la catastrophe du stade sportif d'Accra en 2001. Il reprend sa pratique médicale à l'hôpital international Afrah après que son parti, le Congrès national démocratique, ait perdu les élections générales de 2016.

### Tâches marquantes précédentes
- Porte-parole du président du Ghana, John Mahama
- Coordinateur de la participation du Ghana à la Coupe d'Afrique des nations 2013
- Président du Comité d'enquête sur le déversement de boue à base d'huile de faible toxicité (LTOBM) par Cosmos Énergie (en) Energy dans le domaine de la haute mer du Jubilé – West Cape Three Points au Ghana et le déversement de cyanure de sodium dans un corps d'eau à Kenyase, au Ghana, par Newmont Ghana Gold Limited. [date requise][réf. nécessaire]

### Mort
Edward Omane Boamah meurt dans un accident d'hélicoptère le 6 août 2025, alors qu'il se rend à Obuasi pour un événement de lutte contre la galamsey (orpaillage illégal) dans un hélicoptère militaire Harbin Z-9 des Forces armées ghanéennes. L'accident survient dans le district d'Adansi, dans la région d'Ashanti, et tue les huit personnes à bord, dont le ministre de l'Environnement, de la Science, de la Technologie et de l'Innovation Ibrahim Murtala Muhammed, le lieutenant-coordonnateur adjoint de la Sécurité nationale Muniru Mohammed Limuna (en), et le vice-président du NDC Samuel Sarpong (en), ancien ministre,,.

## Publication
Edward Omane Boamah a écrit un livre sur l'ancien président John Atta Mills, intitulé Un homme pacifique dans une démocratie africaine, qui doit être lancé à la fin de 2025.